# Garissa (hạt)
Hạt Garissa là một hạt thuộc tỉnh Đông Bắc ở Kenya. Theo điều tra dân số ngày 24 tháng 8 năm 1999, hạt này có dân số 329939 người. Hạt Garissa có diện tích 44952 km². Hạt lỵ đóng tại Garissa.

## Nhân khẩu học
Quận Garissa hầu hết là nơi sinh sống của người dân tộc Somalia .
| Năm     | Pop.    | ±%       |
| ------- | ------- | -------- |
| 1979    | 128.867 | -        |
| 1989    | 124.835 | −3,1%    |
| 1999    | 392,510 | + 214,4% |
| 2009    | 623.060 | + 58,7%  |
| 2019    | 841.353 | + 35,0%  |
| Fafi    | 134.040 | −84,1%   |
| Garisa  | 196.171 | + 46,4%  |
| Ijara   | 275,575 | + 40,5%  |
| Lagdera |         | -        |

## Cấu thành
Nó có sáu khu vực bầu cử:
- Khu vực bầu cử thị trấn Garissa
- Đơn vị bầu cử Fafi
- Đơn vị bầu cử Dadaab
- Bầu cử Lagdera
- Quốc hội Balambala
- Đơn vị bầu cử Ijara

## Quận Nội
- Ngài Ali Bunow Korane - Thống đốc
- Ngài Hớn. Abdi Dagane Muhumed - Phó Thống đốc

### Quận giám đốc điều hành
- Hớn. Abdi Muhumed Ali - Thư ký quận
- Hớn. Habon A. Maalim - Năng lượng, Môi trường và Du lịch
- Hớn. Ahmednadhir Omar - Sức khỏe, Nước và Vệ sinh
- Hớn. Roble Nuno - Kế hoạch tài chính và kinh tế
- Hớn. Habiba Nasib - Giáo dục, Thanh niên, Bách khoa và Thể thao
- Hớn. Adow Kalil Jubat - Phát triển thương mại và hợp tác xã
- Hớn. Mohamed Abdi Shalle - Đất đai, Phát triển Nhà ở và Công trình Công cộng
- Hớn. Issa Yarrow Kahin - Nông nghiệp, chăn nuôi và thủy sản
- Hớn. Zeinab Abdi Digale - Các vấn đề trẻ em, Phúc lợi xã hội và Thanh niên
- Hớn. Issa Dubow Oyow - Nước và thủy lợi
- Hớn. Abdi Omar - Giao thông và cơ sở hạ tầng

## Quận hội
Theo Hiến pháp mớiđược ban hành vào năm 2010, Hạt Garisaa có một hội đồng với các thành viên được bầu từ các khu vực bầu cử thành viên duy nhất được gọi là phường. Ngoài ra còn có các thành viên được đề cử để đảm bảo tuân thủ quy tắc giới tính hai phần ba. Có sáu thành viên được đề cử để đại diện cho các nhóm bên lề (người khuyết tật và thanh niên) và một diễn giả sẽ là thành viên chính thức của hội đồng. Một thành viên hội đồng quận được bầu với nhiệm kỳ năm năm. Diễn giả được bầu bởi các thành viên hội đồng trong số những người không phải là thành viên của Hội đồng. Người phát ngôn chủ trì tất cả các buổi họp của hội nghị và khi vắng mặt, ông ta đã từ chối một phó chủ tịch được bầu từ các thành viên trong hội đồng.
| Chính quyền địa phương |        |         |               |  |
|                        |        |         |               |  |
| Thẩm quyền             | Kiểu   | Dân số* | Pop đô thị. * |  |
| Garissa                | Đô thị | 65.881  | 50.955        |  |
| Quận Garissa           | Quận   | 264.058 | 14.820        |  |
| Toàn bộ                | -      | 329.939 | 65.775        |  |

| Phòng hành chính                       |         |                |                 |              |
|                                        |         |                |                 |              |
| Bộ phận                                | Dân số* | Pop. tỉ trọng* | Diện tích (km²) | Trụ sở chính |
| Balambala                              | 13.071  | 7              | 1867,3          |              |
| Benane                                 | 13.381  | 16             | 836,3           | Benane       |
| Bura                                   | 13.009  | 2              | 6504,5          |              |
| Trung tâm                              | 70.791  | 82             | 863,3           | Garissa      |
| Dadaab                                 | 103,671 | 29             | 4505,9          | Dadaab       |
| Danyere                                | 8,652   | số 8           | 1081,5          |              |
| Jarajilla                              | 50,455  | 6              | 8409,2          |              |
| Liboi                                  | 17.140  | 5              | 3428,0          | Liboi        |
| Modogashe                              | 14.656  | 7              | 2093,7          | Mado Gashi   |
| Sankuri                                | 11.713  | 6              | 1952,2          |              |
| Châu Tinh Trì                          | 13.329  | 4              | 3332,3          |              |
| Toàn bộ                                | 329.868 | -              | 34874,2         | -            |
| * Điều tra dân số năm 1999. Nguồn: [3] |         |                |                 |              |

## Dịch vụ và đô thị hóa
| Đô thị hóa                | 23,5 |
| Trình độ học vấn          | 52,4 |
| Đi học (15-18 tuổi)       | 43,9 |
| Đường trải nhựa           | 0    |
| Đường tốt                 | 54.1 |
| Truy cập điện             | 11.6 |
| Tỷ lệ hộ nghèo            | 49,2 |
| Số liệu thống kê cho Quận |      |